# Antonio Van Halen

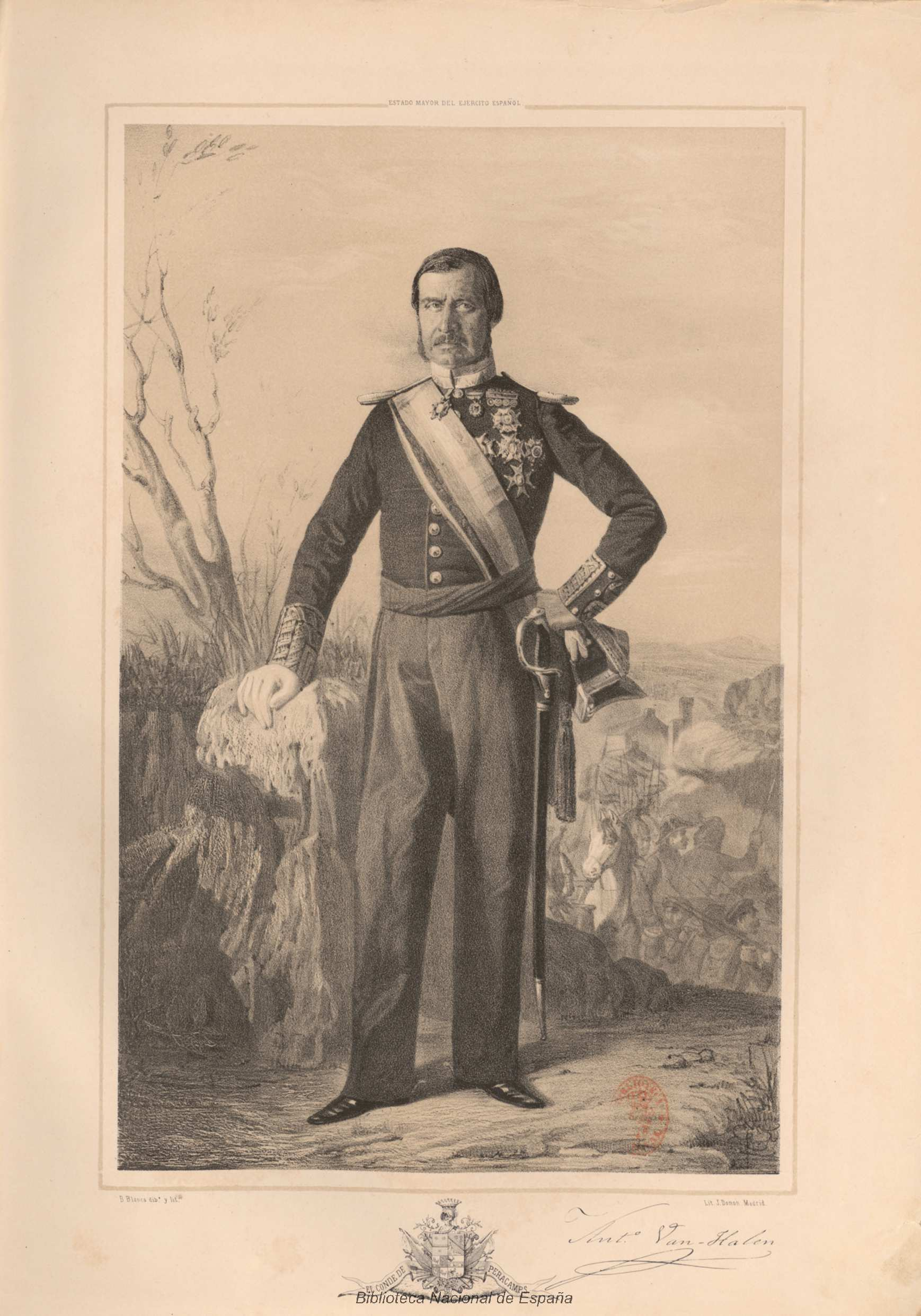
Antonio Van Halen. Dibujo y litografía de Bernardo Blanco para Estado Mayor General del Ejército Español de Pedro Chamorro y Baquerizo, Madrid, 1851-1854. Biblioteca Nacional de España.

Antonio Van Halen y Sarti (Isla de León, actual San Fernando, Cádiz, 1792-Madrid, 1858), conde de Peracamps, fue un marino y militar español. Participó en las guerras de la independencia española e hispanoamericana y en la primera guerra carlista. Capitán general de Cataluña durante la Regencia de Espartero, en cuyo empleo bombardeó Barcelona en 1842 y Sevilla en 1843. Ese mismo año, le acompañó en su exilio. Volvió a España en 1847 y, reintegrado al ejército, en 1851 ocupó plaza de ministro en el Tribunal Supremo de Guerra y Marina. En octubre del mismo año fue designado senador vitalicio.

## Biografía
Hijo de Antonio Van Halen, teniente de navío nacido en Cádiz, y de Francisca Sarti, y hermano menor de Juan Van Halen, ingresó en 1804 en la armada como guardia marina. Durante la Guerra de la Independencia combatió a las tropas napoleónicas. Con rango de alférez de fragata, en 1810 fue destinado a Cádiz y participó en la defensa de la ciudad al mando del cañonero n.º 34. En 1811 se encontró en el ataque al Trocadero y prestó servicio de convoy a embarcaciones mercantes entre los puertos de Huelva y Tarifa. Al mando del falucho Hurón, del apostadero de Ayamonte, apresó una embarcación de la marina francesa, entre otras acciones de guerra. Un año después, embarcado en la goleta Patriota, llegó a Mallorca y de allí en el San Pablo a Cataluña, cuyas costas recorrió.
Concluida la guerra, fue destinado a la expedición de Montevideo, hacia donde partió en febrero de 1815. Allí fue ascendido a alférez de navío pero a causa de un incidente con un capitán de navío, al que desafió por cuestiones personales, hubo de comparecer en consejo de guerra por el que, si bien salió absuelto, resultó postergado en un ascenso. Herido en su orgullo solicitó la baja en la armada y el pase al ejército de tierra. Destinado al Regimiento de Infantería del Rey como ayudante del general Pascual Enrile, estuvo presente en la recuperación de la isla Margarita y en el asedio de Cartagena de Indias hasta la rendición de la plaza.
Antes de regresar a España, en diciembre de 1816, participó en la conquista de Santa Fe y fue nombrado gobernador militar y político de la provincia de Girón, en cuyo puesto fue ascendido a capitán. Al retornar a España llevaba con él la Flora de Celestino Mutis que estaba en Santa Fe de Bogotá. En Madrid fue destinado al Regimiento de Infantería de Numancia. En 1820, con grado de comandante, volvió a cruzar el Atlántico en la expedición a Tierra Firme. En Bogotá se entrevistó con Simón Bolívar y regresó a la península dando escolta a los comisionados designados por Bolívar para tratar con el Gobierno de España de las condiciones de paz. En 1823, a las órdenes de Juan Martín el Empecinado, combatió a la facción absolutista de Jorge Bessières en La Alcarria. Hizo frente a la invasión de los Cien Mil Hijos de San Luis en Asturias y Galicia. Con la capitulación de La Coruña fue hecho prisionero y llevado a Francia, donde permaneció poco tiempo retenido, pero quedó sin empleo hasta su reincorporación al ejército algunos meses antes de la muerte de Fernando VII, en enero de 1833, con cargo de teniente coronel al mando del regimiento de infantería Zamora n.º 8 de línea.

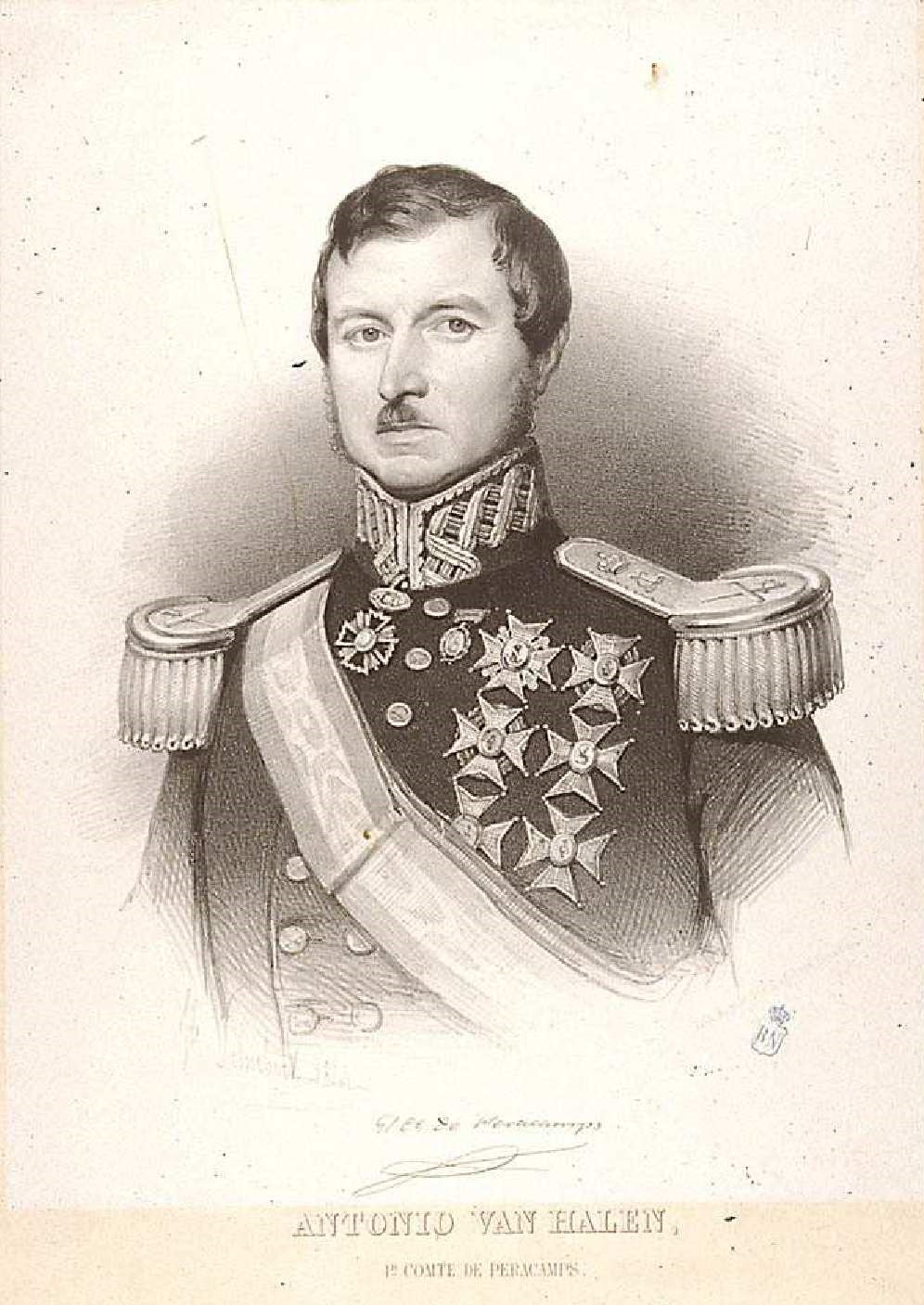
Joseph Schubert: retrato de Antonio Van Halen, I conde de Peracamps. Litografía. Biblioteca Nacional de España

Al estallar la Guerra Carlista fue destinado a Cataluña como comandante general de las fuerzas del ejército y la milicia de los corregimientos de Figueras y Gerona. En ese puesto y poco después al frente de nuevo del regimiento de Zamora combatió contra las escurridizas partidas carlistas que actuaban en el interior y en la montaña de Cataluña. Enfermo, fue autorizado a convalecer en Barcelona, pero tras el tumulto que desembocó en el asesinato del general Bassa no quiso permanecer en la ciudad y obtuvo comisión especial para pasar a la legión auxiliar francesa y luego a la comandancia de la provincia de Huesca. En marzo de 1836 tomó el mando del regimiento de Aragón y en mayo pasó al ejército del Norte, como jefe de la brigada de vanguardia de la quinta división. En las operaciones de defensa en las inmediaciones de San Sebastián resultó herido, lo que le mereció el ascenso a brigadier. Comandante general de la cuarta división del ejército del Norte en febrero de 1837, hizo frente a la Expedición Real que había entrado en Huesca, donde el ejército isabelino sufrió un fuerte descalabro y la muerte de su comandante en jefe, el general Miguel María Iribarren. Por su actuación en la batalla Van Halen fue ascendido a mariscal de campo.
Tras la nueva derrota sufrida por el ejército isabelino en Barbastro, en la que perdió la vida el brigadier Joseph Conrad, siguió en persecución del ejército expedicionario de don Carlos al frente de la 1.ª brigada de la división de la Guardia Real, llegando con ella hasta Pozuelo de Aravaca, en las proximidades de Madrid, donde se le sublevó la oficialidad, que reclamaba un cambio de Gobierno, siguiendo sin ella, con solo la tropa y los pocos oficiales que quisieron acompañarle, en dirección a Segovia, donde se suponía que estaba el pretendiente. Promovido a jefe de Estado Mayor del ejército del Norte, participó en todas las operaciones militares de la campaña dirigida en la región vasco-navarra por Espartero. En abril de 1838 fue designado segundo cabo de Castilla la Vieja, lo que interpretó como una maniobra del Gobierno para separarle de Espartero, por lo que rechazó el empleo en carta dirigida a la regente, en la que decía no querer el descanso, «ni destinos lucrativos y cómodos, a costa de mi honor», siéndole admitida la dimisión en junio y el pase a cuartel en Madrid.
En septiembre fue nombrado general en jefe del ejército del centro y capitán general de los reinos de Aragón, Valencia y Murcia, cargo del que tomó posesión el 4 de octubre, «bien a pesar suyo», según Antonio Pirala, «porque sabía el lamentable estado de las fuerzas que iba a mandar, donde Cabrera imponía la ley con el terror de su nombre». Inmediatamente proclamó el estado de guerra en Aragón, Valencia y Murcia, lo que desencadenó el inicio de una nueva era de feroces represalias y la proclamación de bandos «redactados en estilo truculento», respondidos de igual modo por Cabrera. La noticia del fusilamiento de 96 sargentos hechos prisioneros por Cabrera en Maella provocó amotinamientos en varios puntos de su comandancia pidiendo represalias, en especial en Valencia donde fueron asesinados algunos prisioneros carlistas y el general Froilán Méndez Vigo que trataba de disolver la cuadrilla de milicianos nacionales constituidos en junta de represalias. El fusilamiento de 66 prisioneros carlistas cerca de Murviedro, ordenado personalmente por Van Halen, se lo recriminó el general Borso di Carminati, que le presentó su dimisión pues había ofrecido cuartel a los prisioneros al tomarlos en Pedralba. «En cuanto al gobierno —escribe Chamorro y repite literalmente Pirala—, hubo de hacer una manifestación pública en favor de Van-Halen elevándole en aquellas circunstancias, el 28 de diciembre, al empleo de teniente general». En las filas carlistas la conducta de Cabrera mereció el reproche del mismo pretendiente, que envió al obispo de León para pedirle contención, y Van Halen aprovechó en febrero de 1839 para ofrecerle un canje general de prisioneros, llegándose finalmente con la mediación del coronel inglés Lacy a la firma el 3 de abril de un acuerdo para humanizar la guerra, llamado por los carlistas convenio de Segura y por los isabelinos tratado de Lécera.
La firma del acuerdo, sin embargo, fue acogida en Madrid con desagrado y fuertes ataques a Van Halen, a quien se reprochaba haber reconocido oficialmente a Cabrera el título de conde de Morella, con el que firmó el convenio, y los artículos que permitían tratar como prisioneros a quienes previamente se habían pasado desde las filas isabelinas, prohibían el envío de prisioneros a ultramar y preveían la devolución de los prisioneros heridos una vez sanados. El frustrado intento de tomar el castillo de Segura y su retirada sin apenas combatir dañó aún más su prestigio y el del ejército del Centro a ojos del Gobierno, por lo que presentó su dimisión y fue llamado a cuartel en Madrid, donde pidió se le abriera sumaria para defender su actuación ante el fiscal Evaristo San Miguel.
Absuelto de cargos, el 20 de febrero de 1840 fue designado capitán general de Cataluña y general en jefe de su ejército. En Peracamps, vital para asegurar el abastecimiento de Solsona, obtuvo una importante victoria sobre las tropas carlistas, con solo nueve heridos, entre ellos su propio hermano Juan que mandaba la brigada que cubría la marcha. Despejado el camino a Solsona y consolidada su posición fue posible también destruir las defensas construidas en sus alrededores por los carlistas, aunque en estas operaciones de limpieza, con importantes bajas, él mismo resultó herido de bala en una mano. Cuando entró en Barcelona fue acogido jubilosamente por la población y homenajeado por el ayuntamiento que le entregó una camisa bordada con las armas de la Ciudad Condal, en tanto el Gobierno le premió con el título de conde de Peracamps por cédula firmada el 5 de julio.

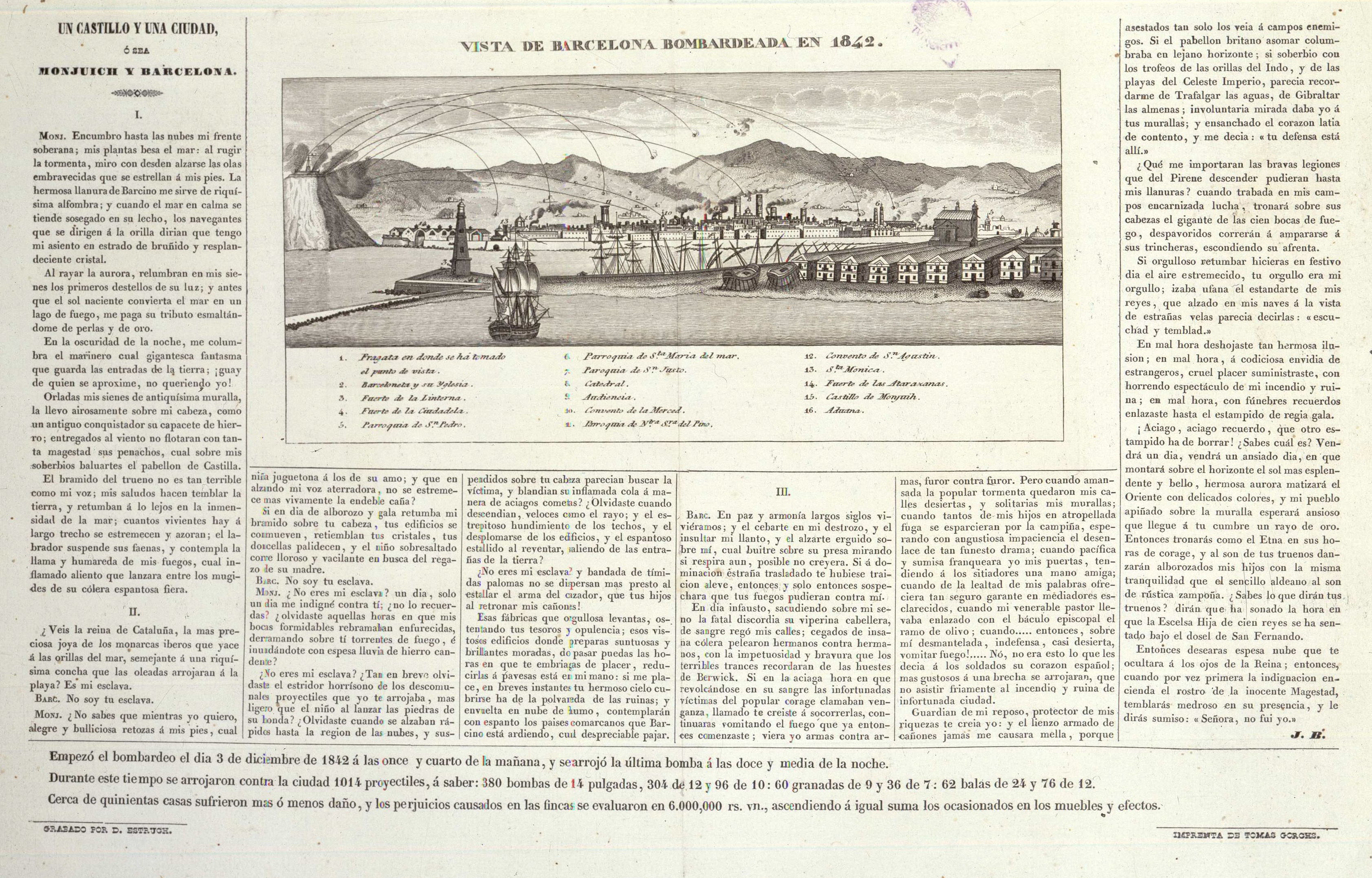
Vista de Barcelona bombardeada en 1842. Grabado de Domingo Estruch. Biblioteca Nacional de España.

A principios de octubre de 1841, constituida la regencia de Espartero, marchó a Pamplona para hacer frente a la insurrección de los generales moderados O'Donnell y Montes de Oca y secundada en Madrid por otros elementos del ejército. En algunas ciudades se formaron juntas para defender al gobierno progresista, pero pasado el peligro, cuando Espartero dispuso su disolución, la de Barcelona se negó a acatar la orden y, aprovechando la ausencia de Van Halen, comenzó el derribo de la Ciudadela atendiendo a una vieja reclamación urbana. A mediados de noviembre Van Halen entró en Barcelona y pudo controlar la situación sin apenas esfuerzo, aunque para evitar mayores males suspendió el desarme de las milicias nacionales, cuyo número era muy superior al de la tropa a su mando. Mayor gravedad tuvieron los sucesos del año siguiente. El debate en el Congreso de los Diputados entre librecambistas y proteccionistas había dividido a los progresistas al tiempo que crecían la propaganda republicana y las maniobras de los moderados para poner fin a la regencia de Espartero. En Cataluña la cuestión algodonera —el temor a una reducción de los derechos aduaneros pagados por tejidos ingleses— se veía como una amenaza directa a la incipiente industria textil catalana. La tensión ciudadana creció cuando Martín Zurbano comenzó a reclutar tropas en los alrededores de Barcelona, extendiéndose el rumor de que se preparaba una quinta extraordinaria a la vez que se volvía a hablar del desarme de las milicias.
El 13 de noviembre una pelea entre soldados y civiles a las puertas de la ciudad prendió la mecha. La milicia, que contaba con más de 10 000 fusiles, varios cañones y abundante munición, según reflejó el propio Van Halen en su Diario razonado de los acontecimientos que tuvieron lugar en Barcelona desde el 13 de noviembre al 22 de diciembre de 1842, se congregó en la plaza de San Jaime pidiendo la liberación de los detenidos, entre ellos un redactor de La República, y se negó a disolverse cuando se le requirió, dando paso a la formación de una junta revolucionaria encabezada por el republicano Juan Manuel Carsy. El 15 Van Halen ordenó a sus tropas que destruyeran las barricadas alzadas en puntos estratégicos de la ciudad, encontrando fuerte resistencia. Benito Pérez Galdós en Los Ayacuchos, novela de la tercera serie de los Episodios nacionales, refleja los sucesos de ese día en Barcelona en la pluma de Fernando Calpena, su protagonista, que en carta dirigida a su prometida escribe:

Y por atenuar las trágicas impresiones con otras del orden contrario, que en los mayores desastres no hay quien separe lo humorístico de lo terrible, te contaré una chusca ingenuidad del jefe de nacionales que mandaba la barricada próxima a Capuchinos. Envióle Van-Halen un parlamentario con proposiciones honrosas para que se rindiera, y de oficio le contestó lo que vas a leer. Herido en la mano derecha, y no pudiendo escribir, dictó la respuesta a un sargento, que la retiene en su memoria para regocijo de los que amamos la espontaneidad popular. Dice así: A Antonio Van-Halen, jefe de las fuerzas enemigas: —Antonio: no te canses, no cederemos. Si te obstinas en hostilizarnos, te daremos para peras. —Patria y Libertad.
Benito Pérez Galdós, Los Ayacuchos, cap. XXV.

Tras sufrir graves pérdidas —las víctimas, entre muertos y heridos, pudieron llegar a trescientas— Van Halen no tuvo más remedio que ordenar el repliegue de sus 2100 hombres de infantería y 300 de caballería a los fuertes de Montjuic y Atarazanas, abandonando la Ciudadela que, derruida la muralla principal, tenía difícil defensa. La situación de Van Halen se complicó más cuando los militares concentrados en el cuartel de los Estudios y las Atarazanas capitularon ante la junta con la mediación del cónsul francés, Ferdinand de Lesseps, incapaz, según Pérez Galdós, de disimular su parcialidad en favor de los insurrectos. Incluso el intento de Van Halen de poner a salvo a sus cinco hijas, enviándolas a un buque francés, se vio frustrado al cortarles el paso unas lanchas en poder de los revolucionarios. Pero cuando la junta revolucionaria trató de ganarse el apoyo de los grandes propietarios e industriales de la ciudad ocurrió que estos, contrarios a la colaboración con los republicanos, detuvieron a Carsy y lo enviaron al exilio, iniciando negociaciones con Van Halen. Los elementos más radicales se hicieron entonces con el control de la junta, interrumpiendo bruscamente las negociaciones. El 20 de noviembre Van Halen inició el bloqueo de la ciudad —abandonada por buena parte de su población— adelantándose a la llegada a sus inmediaciones de Espartero con el Gobierno. En la mañana del 3 de diciembre, tras una nueva negativa de la junta a desarmar a la milicia, comenzó el bombardeo de la ciudad, que se mantuvo durante doce horas en las que desde el castillo de Montjuic se dispararon algo más de mil proyectiles, causando daños a más de 400 edificios. Por la noche un grupo de representantes de la ciudad acudió a ofrecer la rendición a Van Halen, que entró en ella el día 4, desarmó a la milicia e impuso una multa de doce millones de reales a la población como castigo. Trece individuos de las patuleas —tres batallones de las milicias rearmados por Carsy— y uno de sus capitanes fueron fusilados. Los partidos y la prensa de toda España criticaron duramente el bombardeo. Espartero fue recibido fríamente en Madrid a su regreso y la burguesía catalana comenzó a dar su apoyo a los moderados, que de hecho resultaron victoriosos en Barcelona en las elecciones de marzo de 1843. Van Halen fue relevado del cargo y llamado a cuartel en Madrid, quedando sin destino.
En la primavera de 1843 Espartero forzó la dimisión del gobierno presidido por Joaquín María López en medio de rumores de conspiración contra el regente, acusado de actuar de forma personalista y autoritaria. A finales de mayo estalló la insurrección en Málaga, a la que siguió la formación en muchas poblaciones de juntas locales de amplio espectro en las que participaban burgueses acomodados y militares descontentos en contacto con los numerosos militares exiliados encabezados por Narváez y Concha, que el 27 de junio desembarcaron en Valencia. En esas circunstancias, Espartero ofreció a Van Halen el 15 de junio el mando de las tropas de Andalucía. Cuando se puso al frente de ellas Granada ya se había sublevado y no tardaron en sumarse Sevilla, Córdoba y Écija. En Jaén, donde aguardaba la incorporación de las tropas de caballería y de artillería que, procedentes de Sevilla y Córdoba, no habían querido sumarse a los insurrectos, vio impotente cómo más de mil hombres del batallón de Jaén se pasaban al bando opuesto. El 29 de junio emprendió la marcha sobre Sevilla, entrando primero en Córdoba y Écija. El 9 de julio desde Alcalá de Guadaira conminó al ayuntamiento sevillano a restablecer el orden, pero escaso de tropas y sin artillería no intentó entrar en la ciudad. Cuando por fin el día 20 le llegó la artillería desde Cádiz, lo hizo falta de municiones, por problemas de trasporte, y sin jefes y oficiales, que casi en su totalidad se habían negado a salir de Cádiz. El mismo día 20 por la tarde comenzó el bombardeo sobre la ciudad, replicado por sus defensores del mismo modo. El 23 llegó Espartero al frente de 4500 infantes y 300 caballos. Simultáneamente Narváez, Prim y Serrano entraban en Madrid. Cuando la noticia llegó a Sevilla, el 27, Espartero y Van Halen levantaron el sitio emprendiendo camino hacia Jerez de la Frontera, hacia la que también se dirigía Concha. En el camino las deserciones fueron generalizadas, no quedándoles al duque de la Victoria y a Van Halen otra opción que la de embarcarse en el Puerto de Santa María en el vapor Betis con los pocos leales que les quedaban. En Cádiz, también insurrecta, pasaron al navío inglés Malvar en el que partieron al exilio. Hasta abril de 1847 en que fue rehabilitado y pudo regresar a Madrid en situación de cuartel residió Van Halen en Londres, Bruselas y París. En 1851 fue nombrado ministro del Supremo Tribunal de Guerra y Marina, del que en 1854 fue designado presidente. Senador vitalicio, su último empleo fue el de vocal de la Junta Consultiva de Guerra, puesto que ocupó solo unos meses antes de morir en Madrid, el 27 de octubre de 1858.